# 狄寨街道
狄寨街道，是中华人民共和国陕西省西安市灞桥区下辖的一个乡镇级行政单位。

## 行政区划
狄寨街道下辖以下地区：
狄寨街村、寨子村、迷村、杨家沟村、南枝白村、南枝魏村、鲍旗寨村、北大康村、狄村、东车村、杜陵村、江村、金星村、南大康村、南寨村、牛角尖村、潘村、庞家村、塘村、五一村、西车村、夏寨村、小康村、新华村、姚家沟村、张洪寨村和张李村。